# 北京华义
北京华义联合软件开发有限公司（简称：北京华义、华义），成立于2000年，于2005年被全盘收购。

## 历史
2000年，台湾游戏软件業者華義國際宣布投资创办北京华义国际数码娱乐有限公司，總部設於北京，上海、成都、深圳與廣州设立辦事處，周成虎擔任第一屆總經理。同年9月，華義國際成立北京华义联合软件开发有限公司。
2001年，北京华义代理引进网络游戏《石器時代》，这款游戏清新的界面风格、可爱有趣的人物造型在玩家中造成了巨大的迴響。《石器时代》带动了中国网络游戏事业的发展。
2004年3月，北京华义多名员工离职，很大一部分成员迅速转入盛大网络旗下。其后北京华义官方网站发布招聘启示，启示显示北京华义技术部门和运营部门出现人才空缺，其中运营部门（包括网站总监）人才空缺9人，技术部门中软件工程师、系统管理员、美工、程序员、游戏策划等人才空缺达50人左右。同月，华义四川分公司超过20名员工（包括4名总监一级的高层）陆续呈交辞职申请，员工离职后大部分前往腾讯成都研发中心。
2005年12月21日，金山软件与华义国际在北京宣布，金山软件将全面接受华义国际在大陆全部资产（包括公司资产、研发基地、《石器时代》《天下无双》和其全部大陆研发团队等），并将获得《石器时代》和《天下无双》的运营权。同时华义国际成为金山游戏进军台湾和国际市场的战略联盟商。

## 代理产品
- 石器時代
- 铁血三国志
- 天下无双
- 疯狂原始人
- 羽音
- 特勤機甲隊